# Consul (gênero)
Consul é um gênero de insetos, proposto por Jakob Hübner em 1807; contendo quatro espécies de borboletas neotropicais da família Nymphalidae e subfamília Charaxinae, caracterizadas por ter um voo muito rápido e forte, distribuídas do México ao Equador, Peru, Bolívia, Brasil, Paraguai e Argentina; se alimentando de substâncias em umidade mineralizada do solo ou podendo ser vistas sobre fezes, urina e sugando fermentação em frutos caídos; em florestas tropicais e subtropicais úmidas ou outros habitats semi-sombreados, onde tendem a permanecer na folhagem do dossel florestal por longos períodos, de asas semi-abertas. Apresentam, vistos por cima, uma gama de cores em marrom-enegrecido, amarelo, laranja, abóbora e azul. Principalmente na espécie Consul panariste, fêmeas tendem a possuir colorações alares diferenciadas das dos machos. Por baixo, estas borboletas possuem tons marrons e têm uma semelhança muito forte com as folhas mortas. No Brasil a espécie Consul fabius é denominada José-Maria-de-Cauda, em português; sendo uma representante das borboletas-folha.

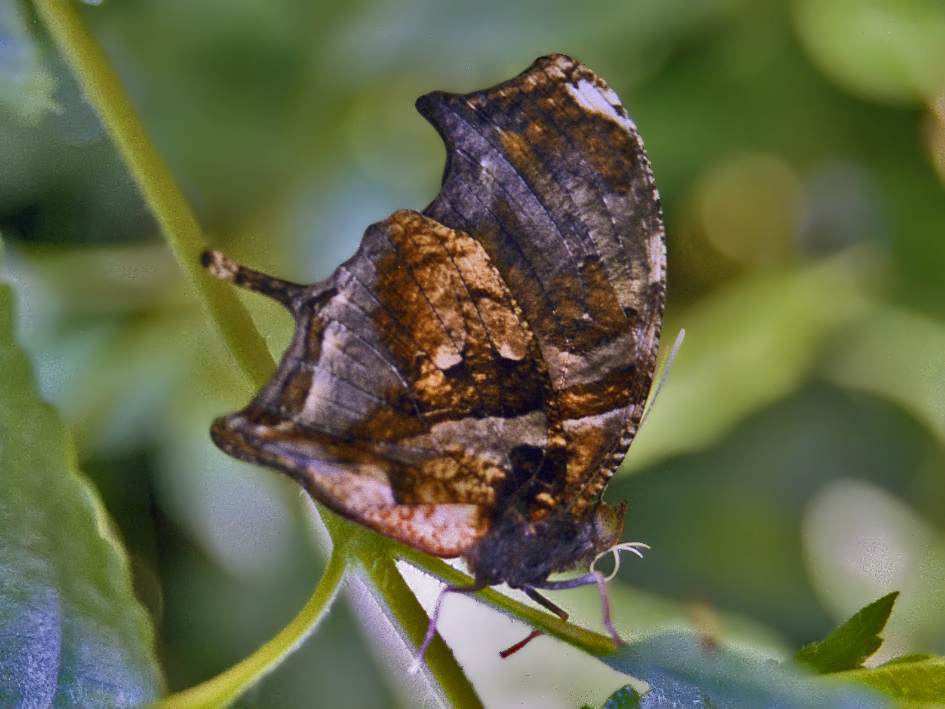
Fotografia de C. fabius, pousada.

## Espécies e nomenclatura vernácula inglesa
- Consul electra (Westwood, 1850) - Localidade-tipo: México (Veracruz) - Pearly Leafwing[1][8]
- Consul excellens (H. Bates, 1864) - Localidade-tipo: Guatemala - Black-veined Leafwing[8][14][15]
- Consul fabius (Cramer, 1776) - Localidade-tipo: Suriname*[6][8] - Espécie-tipo:[9] Tiger-striped Leafwing[5]; Tiger With Tails[7]
- Consul panariste (Hewitson, 1856) - Localidade-tipo: Colômbia[3][8]

(*) espécies encontradas no território brasileiro, de acordo com o livro Butterflies of Brazil / Borboletas do Brasil, de Haroldo Palo Jr.